# Conopeum hexagonum
Conopeum hexagonum is een mosdiertjessoort uit de familie van de Electridae. De wetenschappelijke naam van de soort is voor het eerst geldig gepubliceerd in 1996 door Seo.